# Serguei Kuznetsov
Serguei Kuznetsov   (Kèmerovo, 2 de juny de 1918 - Moscou, 2010) fou un atleta soviètic, especialista en el decatló, que va competir durant la dècada de 1940.
El 1952 va prendre part en els Jocs Olímpics d'Estiu de Hèlsinki, on fou desè en la prova del decatló del programa d'atletisme.
En el seu palmarès destaca una medalla de plata en la prova del decatló del Campionat d'Europa d'atletisme de 1946, on acabà rere Godtfred Holmvang, i dotze campionats nacionals, dos dels 4x100 metres (1945 i 1947), set en salt de llargada (de 1943 a 1949) i tres en el decatló (de 1943 a 1945). Durant la seva carrera va aconseguir el rècord nacional soviètic del salt de llargada i del decatló. Un cop retirat exercí d'entrenador.

## Millors marques
- salt de llargada. 7,49 metres (1945)
- decatló. 7.082 punts (1945)[5]